# 岩內町
岩內町（日语：／ Iwanai chō）是北海道後志綜合振興局轄下的町，隸屬岩內郡。西南部的海岸為懸崖峭壁，雷電溫泉的週邊地區則位於新雪谷積丹小樽海岸國家公園的範圍内。
町名源自阿伊努語的硫磺之川（日语：／ iwaw nay）或山之川（日语：／ iwa nay）。

## 歷史
- 1454年：開始與其他地區日本人往來。[3]
- 1751年：來自近江的商人在此設置辦事處。
- 1869年7月26日：蝦夷地改稱為北海道，同時在此設置開拓使出張所，並確認此地地名為「岩內」。
- 1872年：設置岩內郡戶長。
- 1897年：設置岩內支廳。
- 1900年7月1日：岩內町成立為北海道一級町。
- 1909年4月1日：島野村成立為北海道二級村。
- 1955年4月1日：島野村和岩內町合併為新設置的岩內町[4]。

## 交通

### 鐵路
過去曾有國鐵岩內線通過，設有小澤車站、岩內車站，於1985年停駛。目前離岩內町最近的車站為JR北海道函館本線小沢駅。

### 道路
| 一般國道 - 國道229號 - 國道276號 | 主要地方道 - 北海道道66號岩內洞爺線 道道 - 北海道道268號岩內蘭越線 - 北海道道270號岩內港線 - 北海道道840號野束清住線 |

### 巴士
- 二世古巴士
- 北海道中央巴士

## 觀光
- 岩內東山円筒文化遺跡出土物（北海道指定有形文化財）
- 岩內東山円筒文化遺跡（北海道指定史跡）
- 岩內赤坂奴（岩內町無形民俗文化財）
- 朝日溫泉
- 雷電溫泉
- 木田金次郎美術館
- 荒井記念美術館

## 產業
當地主要以農業和漁業為主。岩內町也是日本種植蘆筍的發源地。

## 教育
參看：

### 高等學校
- 道立岩內高等學校[10]

### 中學校
- 岩內町立第一中學校
- 岩內町立第二中學校

### 小學校
- 岩內町立東小學校
- 岩內町立中央小學校
- 岩內町立西小學校

## 姊妹市・友好都市

### 日本
- 深浦町（青森縣東津輕郡）
- 上越市（新潟縣）

## 本地出身人物
- 木田金次郎：畫家
- 池森秀一：音樂家
- 石川三郎：漫畫家

## 外部連結
- （日語）岩內觀光協會 （页面存档备份，存于）
- （日語）木田金次郎美術館 （页面存档备份，存于）
- （日語）岩內商工會議所
- （日語）岩內青年會議所
- （日語）日本海岩內海洋深層水